# Pierre Bussières
Pierre Bussières PC (* 8. Juli 1939 in Normandin, Saguenay–Lac-Saint-Jean, Québec; † 15. August 2014) war ein kanadischer Politiker der Liberalen Partei Kanadas, der mehrere Jahre Abgeordneter des Unterhauses sowie zeitweise Minister war.

## Leben
Bussières, der von Beruf Verwaltungsmitarbeiter sowie Vize-Direktor der Geschäftsstelle der Liberalen Partei für die Stadt Québec und den Osten der Provinz Québec war, wurde bei der Unterhauswahl vom 8. Juli 1974 als Kandidat der Liberalen Partei erstmals als Abgeordneter in das Unterhaus gewählt und vertrat in diesem zuerst den Wahlkreis Portneuf und danach seit der Wahl vom 22. Mai 1979 bis zu seiner Wahlniederlage bei der Unterhauswahl vom 4. September 1984 den Wahlkreis Charlesbourg.
Zu Beginn seiner Parlamentszugehörigkeit war Bussières vom 30. September 1974 bis zum 17. Oktober 1977 Vize-Vorsitzender des Ständigen Unterhausausschusses für Landwirtschaft. Am 1. Oktober 1978 übernahm er seine ersten Regierungsämter und war bis zum 26. März 1979 sowohl Parlamentarischer Sekretär beim Staatsminister für Wissenschaft und Technologie als auch Parlamentarischer Sekretär beim Minister für Energie, Bergbau und Ressourcen.
Nachdem er zwischen dem 3. März 1980 bis zum 29. September 1982 Staatsminister für Finanzen war, wurde Bussières am 30. September 1982 von Premierminister Pierre Trudeau als Minister für nationale Einkünfte in die 22. Regierung Kanadas berufen und gehörte dieser bis zum Ende von Trudeaus Amtszeit am 29. Juni 1984 an.